# Jazz afro-cubain
Ne doit pas être confondu avec Afro jazz.
Le jazz afro-cubain (espagnol : jazz afrocubano) est un courant du jazz issu du latin jazz. Il est développé par des musiciens d'origine afro-cubaine dans les années 1940 à Cuba. Les principaux représentants du genre sont les pianistes Bebo Valdés et Chucho Valdés.

## Histoire
Le jazz cubain trouve ses balbutiement à La Nouvelle-Orléans à la fin du XIXe siècle avec la venue d'immigrés de musiciens cubains qui apportent leurs chants et leurs rythmes à la musique présente dans le sud de la Louisiane. Citons, parmi ces musiciens, le cornettiste Manuel Peréz et le trompettiste Jésus Peréz.
Le jazz afro-cubain s'est inspiré du mambo et du cha-cha-cha de Cuba, puis de la salsa du Spanish Harlem, du merengue dominicain et du songo. Dans les années 1960, sa popularité au sein du latin jazz diminuera au profit de la bossa nova brésilienne.
Mongo Santamaría était un des pionniers du genre, avec le pianiste Bebo Valdés. Des musiciens bebop tels que Dizzy Gillespie et Billy Taylor ont soutenu des groupes de jazz afro-cubain lors de l'émergence du genre, et plus tard Miles Davis et John Coltrane ont réalisé certains enregistrements assimilables au genre. Dizzy Gillespie a collaboré personnellement avec plusieurs big bands de jazz afro-cubain. Des musiciens d'origine portoricaine comme Tito Puente ont aussi inspiré le genre.

## Albums notables
- 1943 : Tanga, de Machito's Afro Cubans, avec les arrangements de Mario Bauzá[2]
- 1948 : Manteca, du Dizzy Gillespie big band, avec Chano Pozo[2]
- 1958 : Kenya, de Machito[2]
- 1958 : Dance manía, de Tito Puente